# Åssjön, Jämtland
Åssjön är en sjö i Ragunda kommun i Jämtland och ingår i Indalsälvens huvudavrinningsområde. Sjön har en area på 0,264 kvadratkilometer och ligger 247 meter över havet. Sjön avvattnas av vattendraget Järån (Sörån).

## Delavrinningsområde
Åssjön ingår i det delavrinningsområde (699544-154221) som SMHI kallar för Utloppet av Åssjön. Medelhöjden är 257 meter över havet och ytan är 1,37 kvadratkilometer. Räknas de 7 avrinningsområdena uppströms in blir den ackumulerade arean 46,88 kvadratkilometer. Järån (Sörån) som avvattnar avrinningsområdet har biflödesordning 2, vilket innebär att vattnet flödar genom totalt 2 vattendrag innan det når havet efter 99 kilometer. Avrinningsområdet består mestadels av skog (81 procent). Avrinningsområdet har 0,26 kvadratkilometer vattenytor vilket ger det en sjöprocent på 19,2 procent.